# Sergio Catalán Rochin
Sergio Enrique Catalán Rochin (San Ignacio, Sinaloa; 22 de abril de 1972) es un actor mexicano de cine y televisión.

## Mesero Carrera
Empezó su carrera artística en 1995 con una pequeña participación en la telenovela Pobre niña rica. Pero al año siguiente le llegó su gran oportunidad al protagonizar la telenovela Bendita mentira, al lado de Mariana Levy y la primera actriz Angélica María. Continuó actuando en telenovelas como Vivo por Elena, Nunca te olvidaré y Tres mujeres.
En el año 2002 participa en la telenovela coproducción de Fonovideo y Venevisión Gata salvaje, protagonizada por la mexicana Marlene Favela y el cubano Mario Cimarro, la cual fue un gran éxito en todo el continente. 
Al año siguiente retorna a México e interpreta a su segundo villano en al telenovela de Carlos Moreno Laguillo, Bajo la misma piel, donde compartió escena con destacados actores como Kate del Castillo, Alejandro Camacho y Diana Bracho entre otros. En el año 2006 participa en la telenovela de Telemundo Tierra de pasiones, que también fue un gran suceso de audiencia. Allí Catalán interpretó al hermano de la protagonista, la venezolana Gabriela Spanic.
En 2009 participó en la telenovela En nombre del amor, y el mismo año intervino en la película Cabeza de buda.
Además de su trabajo en telenovelas, ha participado en once episodios del unitario Mujer, casos de la vida real y en dos episodios de la serie dramática La rosa de Guadalupe. 
En 2011 intervino en la obra de teatro Spamalot, una comedia musical; y participó en la serie Como dice el dicho.
Fue conductor del programa "Tengo Talento, Mucho Talento" para la cadena Estrella TV, cadena latina en Estados Unidos de América.    
Está casado con la también actriz Teresa Tuccio con quien tienen dos hijas en común, Natalia y Julieta. 
Actualmente, junto con su esposa, emprendió un negocio de helados y snacks mexicanos ubicado en la ciudad de Los Ángeles de nombre 'La Michoacana Premium Newhall', un negocio que refleja su esfuerzo y pasión.

## Filmografía

### Telenovelas
- En nombre del amor (2008-2009) .... Darío Peñaloza
- Tierra de pasiones (2006) .... Jorge San Román
- La madrastra (2005) .... Flavio Marinelli
- Bajo la misma piel (2003) .... Patricio Leyva
- Gata Salvaje (2002) .... Gabriel Valencia
- Aventuras en el tiempo (2001) .... Luis Fernando Téllez
- Cuento de navidad (1999-2000) ....
- Tres mujeres (1999-2000) .... Valentín
- Nunca te olvidaré (1999) .... Juan Moraima
- Vivo por Elena (1998) .... Adolfo
- Bendita mentira (1996) .... Diego de la Mora
- Pobre niña rica (1995-1996) .... Eduardo

### Series de televisión
- Como dice el dicho (2011) .... Álvaro (episodio "Nunca es tarde para hacer el bien")
- La rosa de Guadalupe (2008) .... dos episodios: Tacos de Canasta
- Mujer, casos de la vida real (1997-2007[1]) (doce episodios)
- Sábado gigante (2001)

### Películas
- Cabeza de buda (2009) .... Cura

### Teatro
- Spamalot (2011)